# Nacholapithecus
Nacholapithecus es un género de hominoide extinto del Mioceno Medio encontrado en la Formación Nachola en el norte de Kenia, una especie clave en la evolución humana temprana. Similar anatómicamente a Proconsul africanus, tenía una columna vertebral larga con seis vértebras lumbares, sin cola, un torso estrecho, grandes extremidades superiores con las articulaciones del hombro móviles, y pies largos.
Junto con otros keniapitecinos como Equatorius, Kenyapithecus y Griphopithecus, Nacholapithecus muestra sinapomorfias con Anoiapithecus

## Taxonomía
Nacholapithecus fue inicialmente clasificado como perteneciente al género Kenyapithecus (Ishida et al 1984), luego atribuido (Ward et al. 1999) a Equatorius, con el cual quizás podría ser agrupado en la subfamilia Equatorinae, en vez de ambas especies en Afropithecini (Cameron, 2004)); finalmente fue reconocido como un género separado (Ishida et al 1999). Ha sido clasificado posiblemente como miembro de la familia Proconsulidae (I. S. Zalmout et al. 2010).

## Nacholapithecus kerioi
Nacholapithecus kerioi es un homínido conocido de la Formación Aka Aiteputh, en Nachola, al norte de Kenia.

## Formación
La formación es en gran parte de la brecha norte- occidental que recubre la Formación Nachola, parte del sistema Neógeno (Samburu).